# Heilig Kreuz (Lütter)

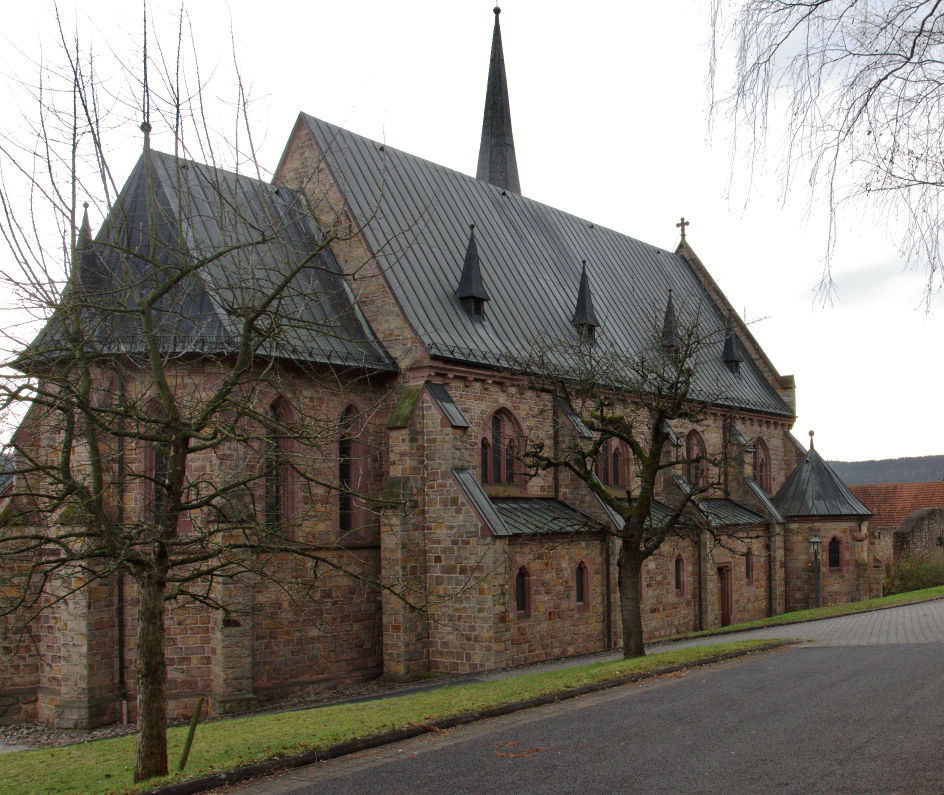
Heilig Kreuz (Lütter)

Die römisch-katholische Pfarrkirche Heilig Kreuz ist ein denkmalgeschütztes Kirchengebäude, das in Lütter, einem Ortsteil der Gemeinde Eichenzell im Landkreis Fulda (Hessen), steht. Die Kirchengemeinde gehört zum Pastoralverbund St. Marien Eichenzell im Dekanat Rhön des Bistums Fulda.

## Beschreibung
Die neugotische Basilika wurde 1911–13 nach einem Entwurf von Hermann Mahr gebaut. Sie hat im Osten einen dreiseitig abgeschlossenen Chor. Der Kirchturm, der Chorturm des Vorgängerbaus aus dem 15. Jahrhundert, ist im Süden an das westliche Joch des Kirchenschiffs angeflanscht. Sein oberstes Geschoss hat als Biforien gestaltete Klangarkaden, hinter denen sich der Glockenstuhl befindet, in dem zwei Kirchenglocken hängen, die 1951 von der Glockengießerei Otto hergestellt wurden. Der Turm ist bedeckt mit einem achtseitigen spitzen Helm. Das Erdgeschoss des Turms ist mit einem Kreuzrippengewölbe überspannt. 
Die spätgotischen Wandmalereien aus der zweiten Hälfte des 15. Jahrhunderts, die 1935 freigelegt wurden, sind stark verblasst. Die Orgel mit 16 Registern, zwei Manualen und einem Pedal wurde 1965 von der Orgelbau Kreienbrink gebaut.